# Tanger
Tanger (arabsko طنجة‎: Ṭanja, berbersko ⵟⴰⵏⵊⴰ: Ṭanja) je veliko mesto v severnem Maroku ob zahodnem vhodu v Gibraltarsko ožino, kjer se stikata Atlantik in Sredozemsko morje. Mesto je upravno središče maroške pokrajine Tanger-Tetouan-Al Hoceima in prefekture Tangier-Assilah.
Zgodovina Tangerja, ki se je začela v 5. stoletju pr. n. št., je zaradi prisotnosti številnih civilizacij in kultur zelo bogata. Bil je strateško berbersko mesto in pomembno feničansko  trgovsko središče. Leta 1923 je od kolonialnih sil dobil status svobodnega mesta in postal cilj mnogo evropskih in ameriških diplomatov, vohunov, piscev in poslovnežev.  7. aprila 1956  se je Francija uradno odrekla svojemu protektoratu v Maroku in internacionalizirani Tanger  se je 29. oktobra 1956 s Tangerskim protokolom integriral v Maroško kraljestvo. 
Mesto se trenutno hitro razvija in modernizira. Ob morju se gradijo novi turistični objekti, v središču mesta novo poslovno središče, letališki terminal in nogometni stadion. Mestno gospodarstvo je odvisno predvsem od novega pristanišča Tanger-Med.